# ハーモニーホール駅
ハーモニーホール駅（ハーモニーホールえき）は、福井県福井市今市町にある、福井鉄道福武線の駅である。 駅番号はF13。

## 歴史
- 1997年（平成9年）9月20日：新設開業[1][2][3]。
- 2000年（平成12年）：国土交通省中部運輸局から選考基準「その他、特色のある駅」で第2回『中部の駅百選』の認定を受ける。

## 駅構造
福井県立音楽堂（ハーモニーホールふくい）の最寄り駅として、音楽堂の開館に先立つ1997年9月20日に供用を開始。名称も音楽堂の愛称である「ハーモニーホールふくい」から取られた。
単式ホーム1面1線を有する地上駅で無人駅である。2枚重ねのコルゲート鋼板を曲げて造られた屋根は待合室を兼ねている。また、外観は♭（フラット）を横にしたように見える構造となっている。なお、駅開設時はト音記号を使用した駅名標が設置されたが（下記写真参照）、現在は福井鉄道の統一デザインに変更されている。
県営のパークアンドライドは48台分が用意されているが、利用には定期券または回数券が必要となる。
ハーモニーホールふくいの公演チケット保有者向けに、ハーモニーホール鑑賞割引乗車券が発売されている。福井鉄道線全駅から当駅まで200円（初乗り区間からは無割引）となっており、有人駅では公演チケットを駅員に提示して本乗車券を購入するが、無人駅発の場合は当駅下車時に公演チケットを呈示のうえ、車内にて精算することとなる。復路は当駅が無人であるため整理券を取って乗車し、下車時に公演チケットの半券を提示のうえ精算する。

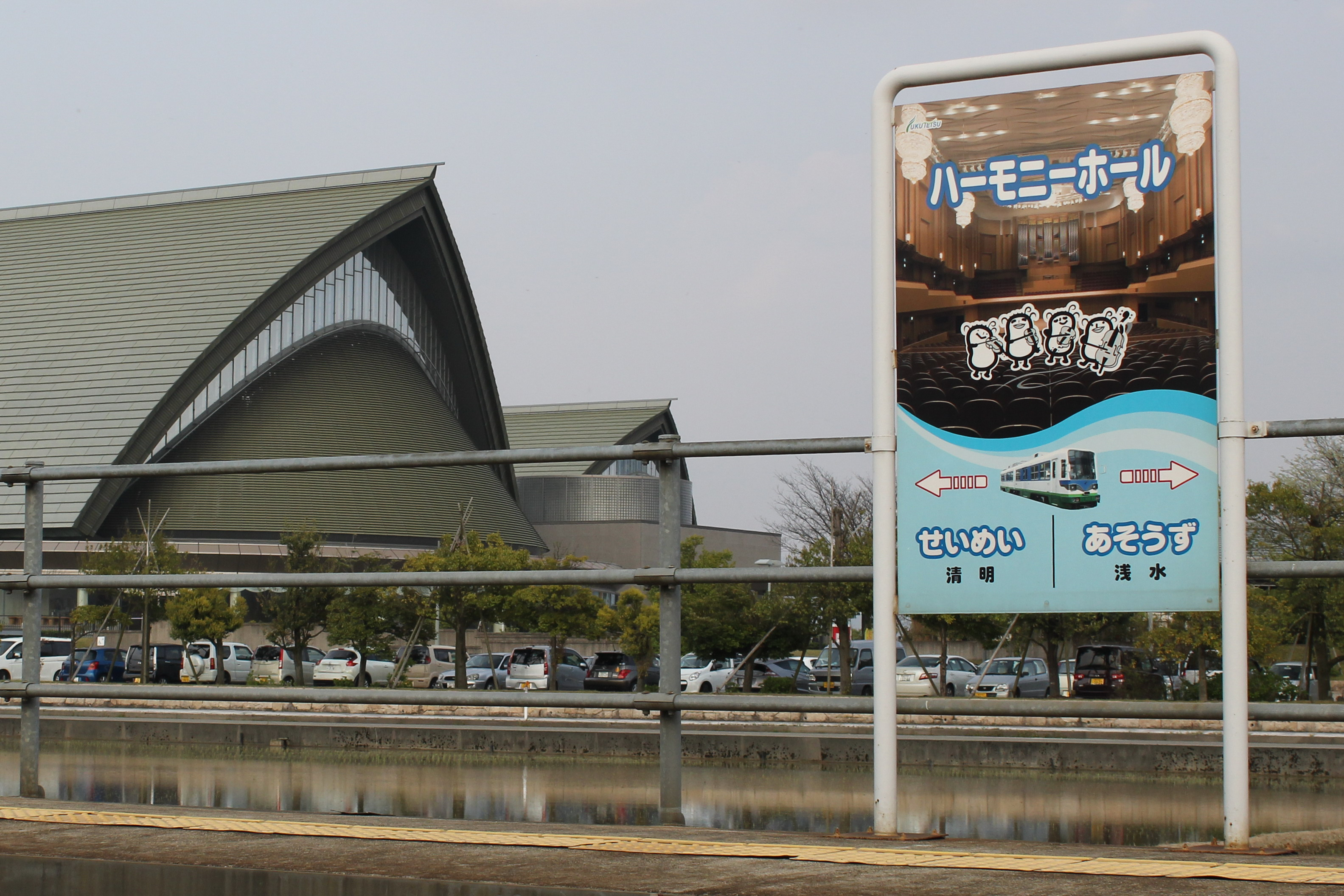
ホールを背景にした駅名標（2013年5月時点）
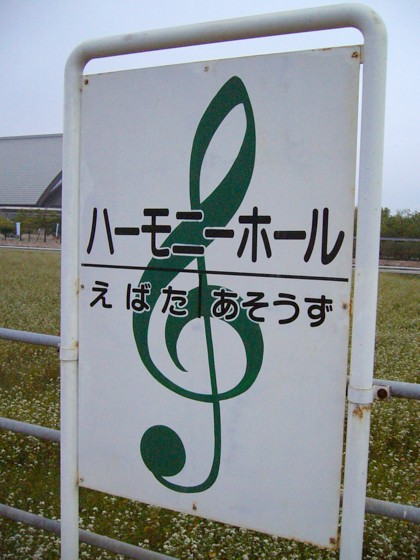
清明駅開設前の駅名標

### 諸元
- 設計：遠藤秀平建築研究所[6]
- 施工：第一技術開発、ナカミツ[6]
- 敷地面積：200000m2[6]
- 建築面積：103m2[6]

## 駅周辺
駅は、福井市と越前市を結ぶ2本の幹線道（うち東側は国道8号福井バイパス）に挟まれた位置にあり、その連絡道沿いに入口がある。福武線西側に並行する福井県道229号福井鯖江線には浅水駅北側から江端駅北側までの約3km に亘って自動車販売店が立ち並ぶが、住宅は遠巻きになっているため、音楽堂利用以外の乗降客は少ない。
- 福井県立音楽堂[3]

## 隣の駅
福井鉄道
■福武線
■急行・■区間急行・■臨時急行
通過
■普通
浅水駅 (F12) - ハーモニーホール駅 (F13) - 清明駅 (F14)